# Kranichfeld (Adelsgeschlecht)

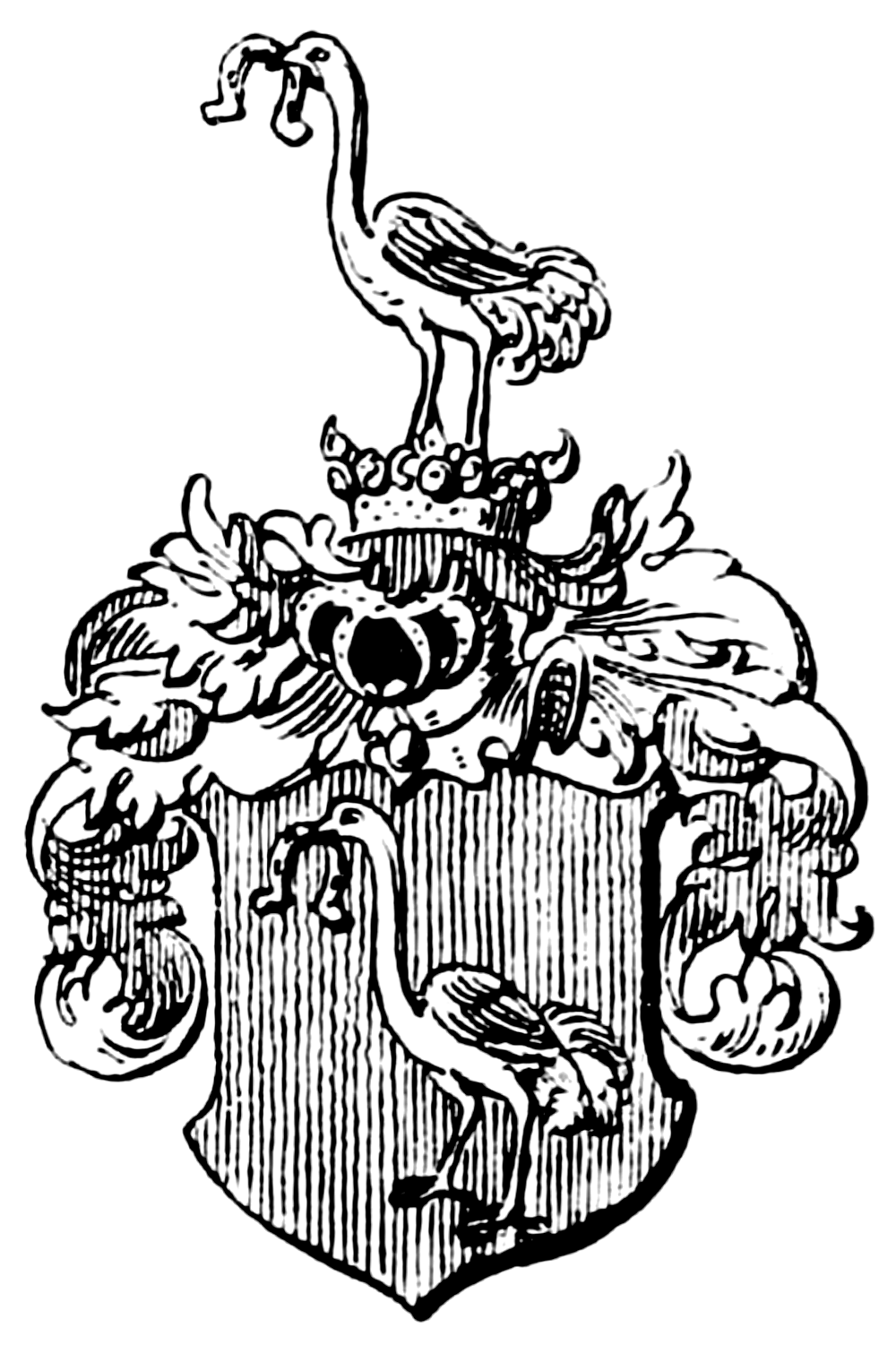
Wappen derer von Kranichfeld

Die Herren von Kranichfeld waren ein altes Thüringer Dynastengeschlecht, mit dem gleichnamigen Stammsitz und der -burg Kranichfeld an der Ilm. 

## Geschichte
Die Ersterwähnung von Kranichfeld erfolgte Mitte des 9. Jahrhunderts, und der Herren von Kranichfeld, mit Volrad von Kranichfeld († nach 1157), im Jahre 1143. Die Herren von Kranichfeld, wie die Schwarzburger von den Kevernburger Grafen abstammend, waren mit diesen eng verwandtschaftlich und besitzmäßig verbunden. 1172 wurde die Herrschaft Kranichfeld in die Obere und die Niedere Herrschaft geteilt. Die Kranichfelder stellten mit Meinhard (reg. 1241–1252) und Volrad (reg. 1254–1295) zwei Bischöfe von Halberstadt. Das Geschlecht erlosch um 1380 im Mannesstamm. Ihr Erbe fiel an die Burggrafen von Kirchberg. Mitte des 15. Jahrhunderts erfolgte der Verkauf von Schloss und Herrschaft Ober-Kranichfeld an das Haus Reuß, in das eine Tochter aus dem Hause Kirchberg geheiratet hatte. Die Unterherrschaft (Nieder-Kranichfeld) hingegen kam an die Grafen von Gleichen.

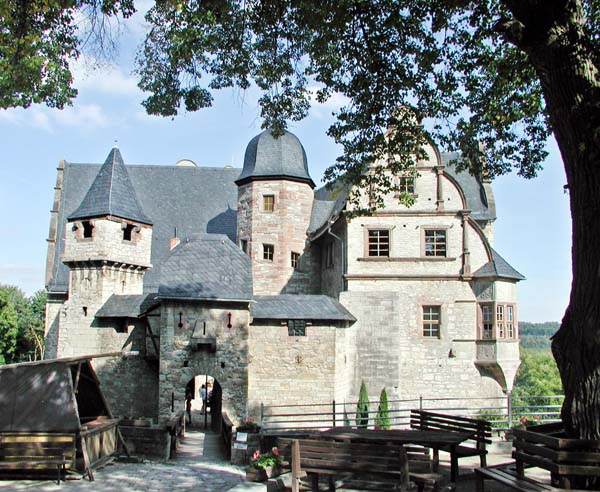
Oberschloss (Kranichfeld)
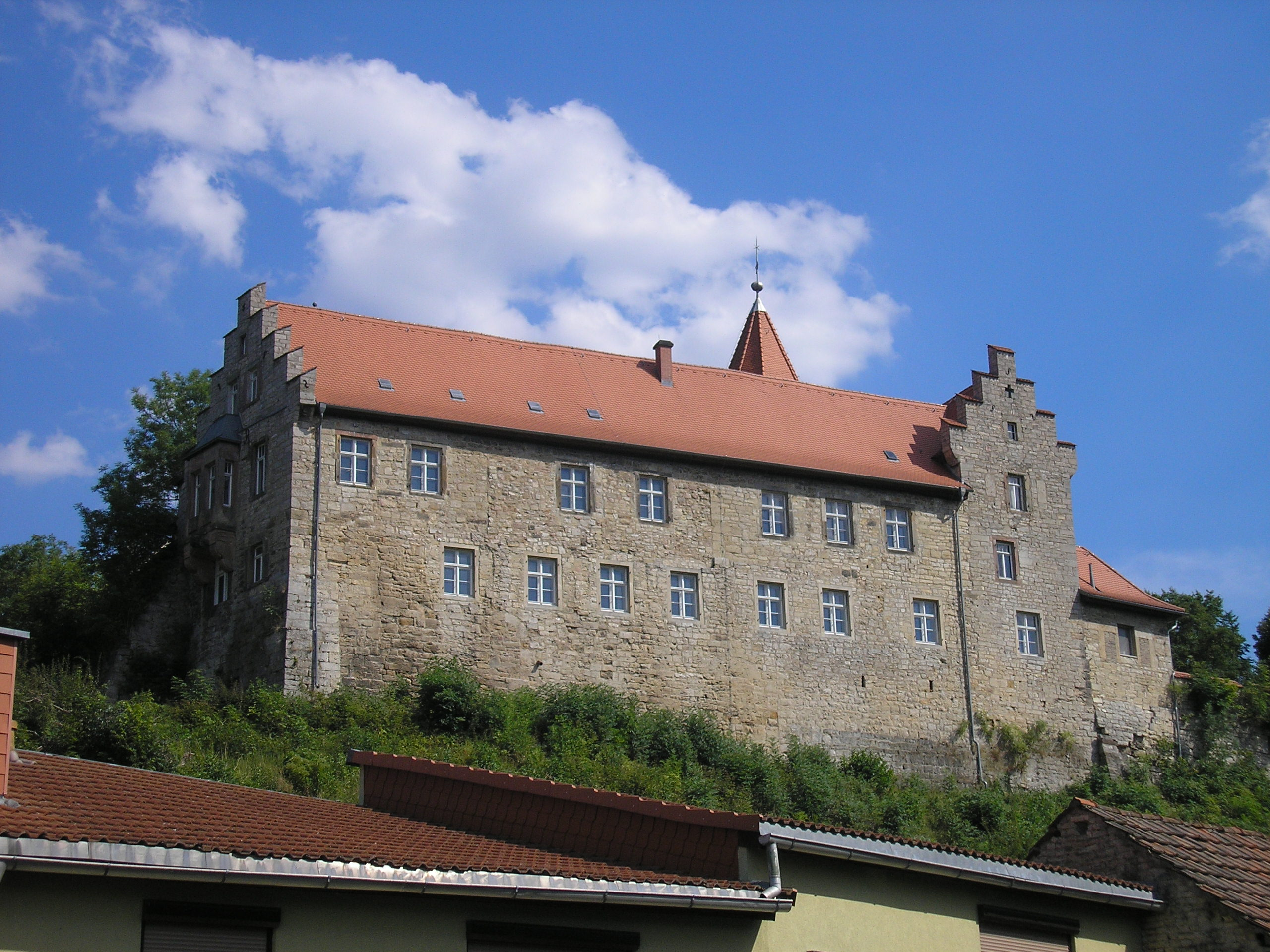
Niederburg (Kranichfeld)

## Wappen
Das redende Wappen zeigt in Rot einen silbernen Kranich mit silbernem Hufeisen im Schnabel. Auf dem Helm mit rot-silbernen Decken die gekrönte Schildfigur. Eine andere Wappendarstellung zeigt in Silber einen gehenden goldenen (widersehenden) Kranich. Auf dem Helm, mit rot-golden Decken, der Kranich mit silbernen Bändern schräg belegt.
Das Wappen von Kranichfeld findet sich ab 1561 im vermehrten Wappen der Fürstentümer Reuß wieder.

## Persönlichkeiten
- Meinhard von Kranichfeld (* um 1200; † 1253) war von 1241 bis 1252 Bischof des Bistums Halberstadt